# Stalag I F
Stalag I F Sudauen – obóz jeńców wojennych nieopodal Suwałk, obecnie na terenie osiedla Północ. Obóz funkcjonował w czerwcu i lipcu 1941 roku jako Oflag 68, a od jesieni 1942 jako Stalag I/F Sudauen. Powierzchnia obozu wynosiła ok. 50 ha.
Na części byłego stalagu, obecnie mieści się Cmentarz Żołnierzy Radzieckich

## Historia obozu
Rozkazem szefa uzbrojenia Wehrmachtu z 25 marca 1941 roku, w VIII Okręgu Wojskowym, powołana została komenda i batalion wartowniczy Oflagu 68. 25 maja oflag został przekazany do dyspozycji dowódcy jeńców wojennych w I Okręgu Wojskowym. Obóz rozlokowano na obszarze około 30 hektarów, na polach wsi Krzywólka. Umieszczono tam żołnierzy Armii Czerwonej, w tym Polaków wcielonych do ACz w roku 1940.
W obozie nie było żadnych pomieszczeń mieszkalnych. Jeńcy przebywali początkowo pod gołym niebem, a potem w wybudowanych przez siebie ziemiankach. Część jeńców pracowała u okolicznych chłopów.
Jesienią 1944 obóz zlikwidowano. Liczba ofiar śmiertelnych jest trudna do ustalenia. Szacunki są dość rozbieżne i wynoszą od 30 000 do 46 000 jeńców.

## Film dokumentalny o obozie
Na początku roku 2021 reżyser Krzysztof Dawid Kowalewski rozpoczął pracę nad filmem dokumentalnym opisującym historię Stalagu IF Sudauen. 18.02.2021 otrzymał z rąk prezydenta Suwałk Czesława Renkiewicza stypendium artystyczne na ten cel. W trakcie prac nad filmem autorowi udało się zdobyć unikatowy album z ponad 100 zdjęciami dokumentującymi wygląd obozu, jeńców i załogi obozowej, które wykorzystał w filmie. Premiera filmu odbyła się 1 września 2022 w kinie Cinema Lumiere w Suwałkach.